# باتريك مايو
باتريك مايو (بالإنجليزية: Patrick Mayo)‏، من مواليد 15 مايو 1973 في بورت إليزابيث في جنوب أفريقيا، لاعب كرة قدم جنوب أفريقي.
و قد لعب مع منتخب جنوب أفريقيا لكرة القدم بين عامي 2000 و2004، وشارك معهم في 18 مباراة وسجل 6 أهداف.

## روابط خارجية
- باتريك مايو على موقع الاتحاد الدولي (مؤرشف)  (الإنجليزية)
- باتريك مايو على موقع قاعدة بيانات كرة القدم.إي يو (الإنجليزية)
- باتريك مايو على موقع ناشيونال فوتبول تيمز (الإنجليزية)
- باتريك مايو على موقع كووورة